# Friedrich Schlögl

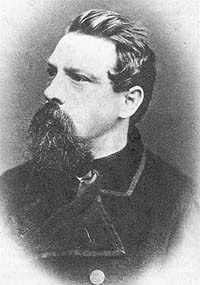
Friedrich Schlögl.

Friedrich Schlögl, född den 7 december 1821 i Wien, död där den 7 oktober 1892, var en österrikisk författare.
Han var under en följd av år ämbetsman i krigsministeriet, samtidigt medarbetare vid "Figaro" och redaktör för tidningens bilaga "Wiener Luft". Han var en utpräglat wiensk författare, som nedtecknade sina iakttagelser av folklivet och småborgarnas tillvaro i olika böcker, som Wiener Blut och Wienerisches, vars skisser delvis blev upptryckta i en senare tid (1924 i en utgåva av Oesterreichisches Schulbücherverlag). Schlögl är en typisk wiensk lokaldiktare under 1800-talets mitt. Ett förblivande värde både i teaterhistoriskt och kulturellt avseende äger hans bok Vom Wiener Volkstheater (1884). Gesammelte Schriften med en inledning utgavs av Fritz Lemmermayer i 3 band (1893).